# Ponta Pedra Furada
A Ponta Pedra Furada é uma formação geológica costeira de São Tomé e Príncipe, localizada a Oeste da ilha do Príncipe. Este acidente geológico localiza-se entre a Ponta Manjona e a Praia Iõla.